# Minton Warren
Minton Warren (* 29. Januar 1850 in Pawtucket, Rhode Island; † 26. November 1907 in Cambridge, Massachusetts) war ein US-amerikanischer Klassischer Philologe.

## Leben
Minton Warren studierte am Tufts College, wo er 1870 den Bachelorgrad erreichte. Anschließend vertiefte er seine Studien an der Yale University bei William Dwight Whitney, der ihn ermutigte, sein Studium in Deutschland fortzusetzen. Die deutsche Altertumswissenschaft stand damals im Ausland, besonders in den Vereinigten Staaten, in hohem Ansehen. Zunächst arbeitete Warren als Latein- und Griechischlehrer in Medford und Waltham (1872–1876). 1876 ging er für drei Jahre nach Deutschland, wo er an den Universitäten zu Leipzig und Bonn studierte. An der Universität Straßburg schrieb er bei Wilhelm Studemund seine Doktorarbeit, mit der er 1879 zum Dr. phil. promoviert wurde.
Nach seiner Rückkehr in die Vereinigten Staaten wurde Warren in die American Philological Association aufgenommen und als Associate Professor of Latin an die Johns Hopkins University berufen. Dort arbeitete er mit Basil Lanneau Gildersleeve (1831–1924) und Kirby Flower Smith (1862–1918) zusammen. Er begründete 1886 das Graduate Program der Klassischen Philologie und betreute in vierzehn Jahren 22 Dissertationen. Zu seinen Schülern gehörten George Lincoln Hendrickson (1865–1963), Charles Sidney Smith (1867–1951) und Gordon Jennings Laing (1869–1945).
Während seiner Zeit an der Johns Hopkins University gelangte Warren zu großem Ansehen in der Fachwelt. Von 1896 bis 1897 war er Leiter der American School of Classical Studies in Rome, von 1897 bis 1898 Präsident der American Philological Association. 1899 verließ er die Johns Hopkins University und ging an die Harvard University, wo er 1905 zum Pope Professor of Latin ernannt wurde. Er starb am 26. November 1907 im Alter von 57 Jahren.
Warren beschäftigte sich hauptsächlich mit der frühen römischen Dichtung, besonders mit dem Komödiendichter Terenz und seinen antiken Kommentatoren. Während seines Aufenthaltes in Rom (1896–1987) untersuchte er Handschriften und Inschriften zur lateinischen Literatur- und Sprachgeschichte. Er entdeckte unter anderem fünf bis dahin unbekannte Handschriften des Terenz-Kommentars von Aelius Donatus. Seine Forschungsergebnisse veröffentlichte er in mehreren Aufsätzen, die weltweit Beachtung fanden. Sein früher Tod verhinderte, dass seine Kollationen zu Donat veröffentlicht wurden.